# Scyliorhinus

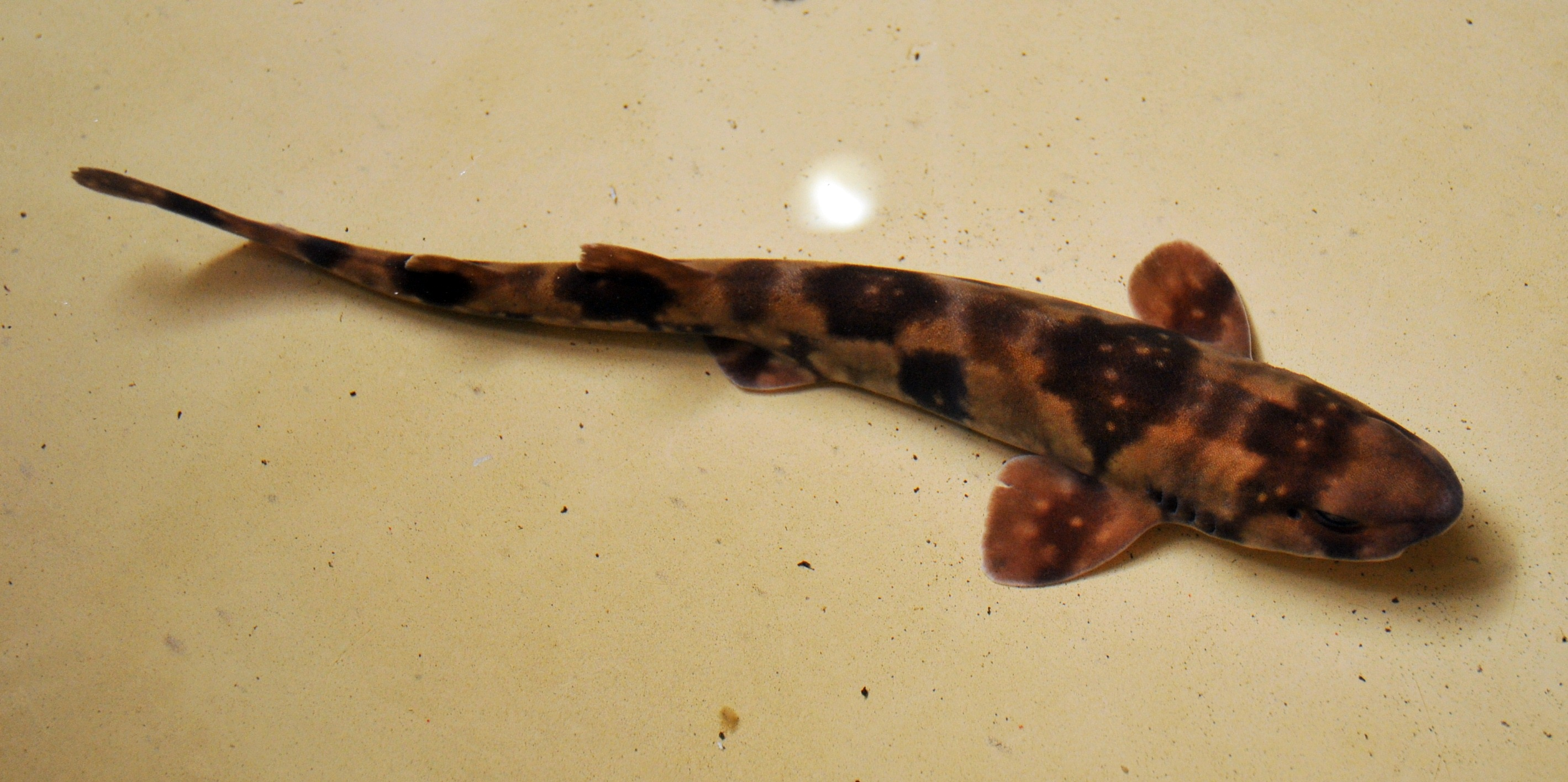
Scyliorhinus torazame

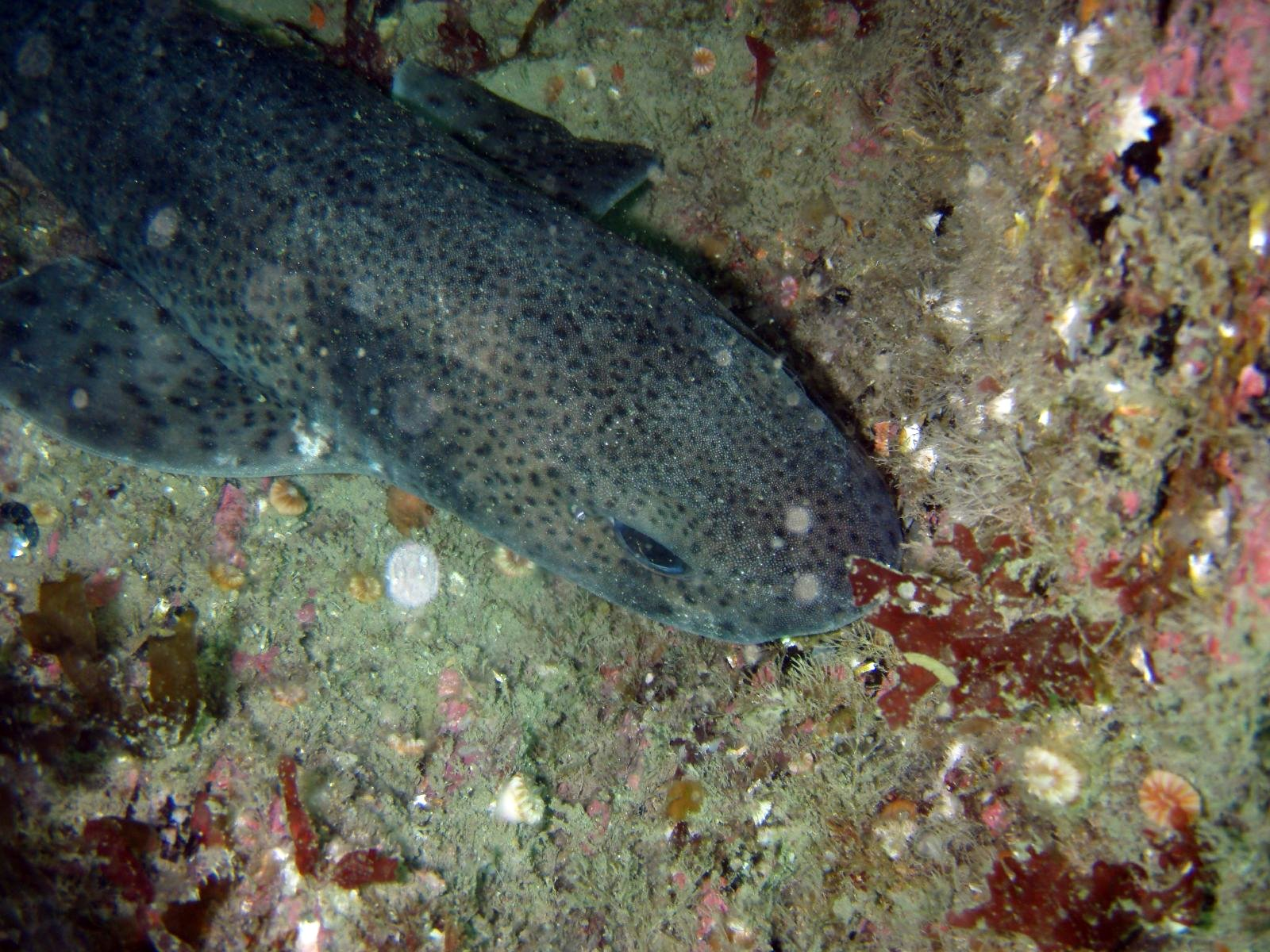
Scyliorhinus canicula fotografiat a Irlanda.

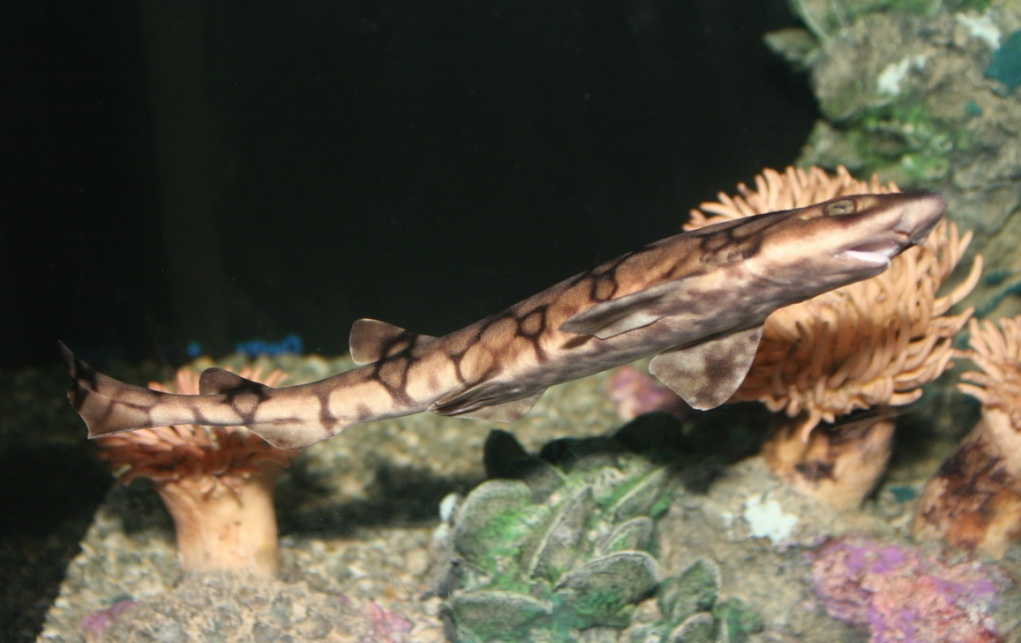
Scyliorhinus retifer

Scylorhinus és un gènere de peixos de la família dels esciliorrínids i de l'ordre dels carcariniformes.

## Taxonomia
- Scyliorhinus besnardi (Springer & Sadowsky, 1970)[2]
- Scyliorhinus boa (Goode & Bean, 1896)[3]
- Scyliorhinus canicula (Linnaeus, 1758)[4]
- Scyliorhinus capensis (Müller & Henle, 1838)[5]
- Scyliorhinus cervigoni (Maurin & Bonnet, 1970)[6]
- Scyliorhinus comoroensis (Compagno, 1988)[7]
- Scyliorhinus garmani (Fowler, 1934)[8]
- Scyliorhinus haeckelii (Miranda-Ribeiro, 1907)[9]
- Scyliorhinus hesperius (Springer, 1966)[10]
- Scyliorhinus meadi (Springer, 1966)[10]
- Scyliorhinus retifer (Garman, 1881)[11]
- Scyliorhinus stellaris (Linnaeus, 1758)[4]
- Scyliorhinus tokubee (Shirai, Hagiwara & Nakaya, 1992)[12]
- Scyliorhinus torazame (Tanaka, 1908)[13]
- Scyliorhinus torrei (Howell Rivero, 1936)[14][15][16][17][18][19]